# Ludwik Skumin Tyszkiewicz
Ludwik Skumin Tyszkiewicz (1748 - 26 tháng 6 năm 1808) là một nhà quý tộc người Ba Lan-Litva. Ông cũng từng là một Chỉ huy Litva từ năm 1780 đến năm 1791, Thủ quỹ Tổng quản Litva từ năm 1791, Đại nguyên soái Litva từ năm 1793 và là thành viên của Liên minh Targowica.
Năm 1764, với tư cách là phái viên của Trakai, ông đã bầu cho Stanisław August Poniatowski lên ngôi vua. Sau đó, ông kết hôn với Konstancja Poniatowska, con gái của Hoàng tử Kazimierz Poniatowski, cháu gái của Stanisław II August vào ngày 4 tháng 4 năm 1775. Họ có với nhau một con gái tên là Anna, người sau này kết hôn với Bá tước Aleksander Stanisław Potocki.
Năm 1776, Tyszkiewicz là phái viên của Hạ viện từ Vilnius.  Đến năm 1778, ông được phong làm Nguyên soái Hạ viện. Năm 1782, ông trở thành người ủng hộ của Hội đồng Thường trực. 
Trong cuộc Chiến tranh Ba Lan - Nga năm 1792, tại một cuộc họp  diễn ra ngày 23 tháng 7, ông đã ủng hộ việc nhà vua gia nhập Liên minh Targowica. Trong phiên họp Hạ viện Sejm cuối cùng, ông đã được chọn làm người đàm phán với đại sứ Nga Jacob Sievers. Đến ngày 22 tháng 7 năm 1793, ông ký hiệp ước nhượng đất cho Nga. Rồi đến ngày 25 tháng 9, ông tiếp tục nhượng đất cho Phổ, như một phần của Phân vùng thứ hai của Ba Lan.  Năm 1795, ông là lãnh đạo của đảng Litva, bày tỏ sự tôn sùng đối với Catherine II.
Vào ngày 25 tháng 11 năm 1776, ông nhận Huân chương Đại bàng trắng. Năm 1778 ông được trao Huân chương Thánh Stanislaus. Sau đó vào năm 1787, ông cũng nhận được Huân chương Thánh Alexander Nevsky và Thánh Andrew của nước Nga.
Ông là người đã cho xây dựng Cung điện Tyszkiewicz ở Warsaw vào năm 1792